# Baby 81
Baby 81 – album zespołu Black Rebel Motorcycle Club wydany 30 kwietnia 2007 roku. Tytuł nawiązuje do Baby 81, dziecku ocalałym po trzęsieniu ziemi na Oceanie Indyjskim w 2004 roku.
Album zadebiutował na 46. miejscu amerykańskiej listy Billboard 200.

## Lista utworów
1. „Took Out A Loan” – 4:16
2. „Berlin” – 3:11
3. „Weapon of Choice” – 2:50
4. „Windows” – 6:06
5. „Cold Wind” – 4:18
6. „Not What You Wanted” – 3:43
7. „666 Conducer” – 4:01
8. „All You Do Is Talk” – 5:42
9. „Lien On Your Dreams” – 4:36
10. „Need Some Air” – 4:04
11. „Killing The Light” – 3:55
12. „American X” – 9:11
13. „Am I Only” – 4:26
14. „The Likes of You” – 5:12 (utwór dodatkowy)